# Prix Morgan
Ne doit pas être confondu avec Médaille De Morgan.
Le prix Morgan est un prix annuel, fondé en 1995, décerné à un étudiant de premier cycle aux États-Unis, au Canada ou au Mexique pour des travaux de recherches en mathématiques.
Une bourse de 1 200 US$ est attribuée par Mme Frank Morgan (Allentown, Pennsylvanie).
La récompense est décernée conjointement par l'American Mathematical Society, la Mathematical Association of America et la Society for Industrial and Applied Mathematics.

## Lauréats
- 1995 : Kannan Soundararajan (théorie analytique des nombres, Université du Michigan)
- 1996 : Manjul Bhargava (algèbre, Harvard)
- 1997 : Jade Vinson (analyse et géométrie, Université de Washington)
- 1999 : Daniel Biss (théorie des groupes et topologie, Harvard)
- 2000 : Sean McLaughlin (Preuve de la Dodecahedral conjecture (en), Université du Michigan)
- 2001 : Jacob Lurie (algèbre de Lie, Harvard)
- 2002 : Ciprian Manolescu (homologie de Floer, Harvard)
- 2003 : Joshua Greene (Démonstration de la conjecture de Kneser, Harvey Mudd College (en))
- 2004 : Melanie Wood (Université Duke)
- 2005 : Reid Barton (analyse combinatoire, MIT)[1]
- 2006 : Jacob Fox (théorie de Ramsey et théorie des graphes, MIT)
- 2007 : Daniel Kane (théorie des nombres, MIT)
- 2008 : Nathan Kaplan (théorie des nombres, Princeton)
- 2009 : Aaron Pixton (théorie des nombres et topologie algébrique, Princeton)
- 2010 : Scott Duke Kominers (théorie des nombres, géométrie, Harvard)
- 2011 : Maria Monks (analyse combinatoire et théorie des nombres, MIT et Cambridge)
- 2012 : John Pardon (théorie des nœuds, Princeton)[2]
- 2013 : Fan Wei (analyse combinatoire, MIT)
- 2014 : Eric Larson (géométrie algébrique et théorie des nombres, Harvard)
- 2015 : Levent Alpoge (combinatoire et probabilités, Harvard)
- 2016 : Amol Aggarwal (combinatoire, MIT)
- 2017 : David H. Yang (géométrie algébrique, MIT)[3]
- 2018 : Ashvin Swaminathan (géométrie algébrique, théorie des nombres, combinatoire, Harvard)[4]
- 2019 : Ravi Jagadeesan (géométrie algébrique, économie mathématique, statistique, théorie des nombres, combinatoire, Harvard)[5]
- 2020 : Nina Zubrilina (analyse mathématique, théorie analytique des nombres, Stanford)[6].
- 2021 : Ashwin Sah (combinatoire, géométrie discrète et probabilités, Massachusetts Institute of Technology), Mehtaab Sawhney (combinatoire, géométrie discrète et probabilités, Massachusetts Institute of Technology)
- 2022 : Travis Dillon (théorie des nombres, combinatoire, géométrie discrète et dynamique symbolique, Université Lawrence)[7]
- 2023 : Letong (Carina) Hong (théorie des nombres, combinatoire  et probabilités, Massachusetts Institute of Technology)[8].